# Segaramakmur
Segaramakmur is een bestuurslaag in het regentschap Bekasi van de provincie West-Java, Indonesië. Segaramakmur telt 16.567 inwoners (volkstelling 2010).